# BLRT Grupp
BLRT Grupp és un conglomerat industrial amb seu a Tallinn, Estònia, que opera principalment en els sectors de la construcció i reparació naval, enginyeria mecànica, producció de gasos industrials, gestió de residus i desenvolupament immobiliari. Amb una presència destacada a la regió del Bàltic, BLRT Grupp és reconegut com un dels principals actors industrials del nord d'Europa.

## Història
Fundada el 1912, BLRT Grupp va començar com un petit taller de reparació naval a Tallinn. Al llarg del segle xx, l'empresa va expandir les seves operacions, adaptant-se als canvis polítics i econòmics de la regió. Després de la independència d'Estònia el 1991, BLRT Grupp va iniciar un procés de modernització i internacionalització, adquirint diverses empreses i ampliant la seva gamma de serveis.
Una fita significativa va ser l'adquisició del Western Shiprepair Yard a Lituània el 2001, que posteriorment es va convertir en el Western Shipyard Group. Aquest moviment va consolidar la presència de BLRT Grupp al mercat lituà i va ampliar la seva capacitat de producció i reparació naval.

## Estructura i filials
BLRT Grupp opera a través de diverses filials especialitzades, cadascuna centrada en àrees específiques:
- Tallinn Shipyard: Situada a Estònia, aquesta drassana és una de les principals instal·lacions de reparació i manteniment de vaixells del grup.
- Western Shipyard Group: Amb seu a Klaipėda, Lituània, aquest grup inclou múltiples empreses dedicades a la construcció i reparació naval, així com a la fabricació d'estructures metàl·liques.
- Turku Repair Yard: Ubicada a Finlàndia, aquesta drassana ofereix serveis de reparació i manteniment per a una àmplia gamma de vaixells.
- Western Baltija Shipbuilding: Especialitzada en la construcció de vaixells, aquesta empresa ha participat en projectes innovadors, com la construcció d'un vaixell de recollida de residus totalment elèctric per al port de Klaipėda.[6][7]
- Western Baltic Engineering: Ofereix serveis d'enginyeria i disseny per a projectes navals, incloent-hi la conversió, modernització i disseny de nous vaixells.

## Activitats principals

### Construcció i reparació naval
BLRT Grupp és reconegut per la seva experiència en la construcció i reparació de vaixells. Les seves instal·lacions estan equipades per manejar una àmplia gamma de vaixells, des de petits vaixells de pesca fins a grans vaixells comercials. El grup ofereix serveis que inclouen:
- Reparació general de vaixells
- Conversió i modernització
- Instal·lació de sistemes de depuració i tractament d'aigües de llast
- Disseny i enginyeria naval
- Reparacions a flotació

### Enginyeria i fabricació
A més de les seves activitats navals, BLRT Grupp també està involucrat en la fabricació d'equips d'alta tecnologia i estructures metàl·liques complexes. Aquestes capacitats permeten al grup participar en projectes industrials diversos, des de la construcció de plataformes offshore fins a la fabricació d'equips per a la indústria energètica.

### Producció i distribució de gasos
BLRT Grupp produeix i distribueix gasos industrials, incloent-hi oxigen, nitrogen i argó, per a diversos sectors, com la soldadura, la medicina i la indústria alimentària.

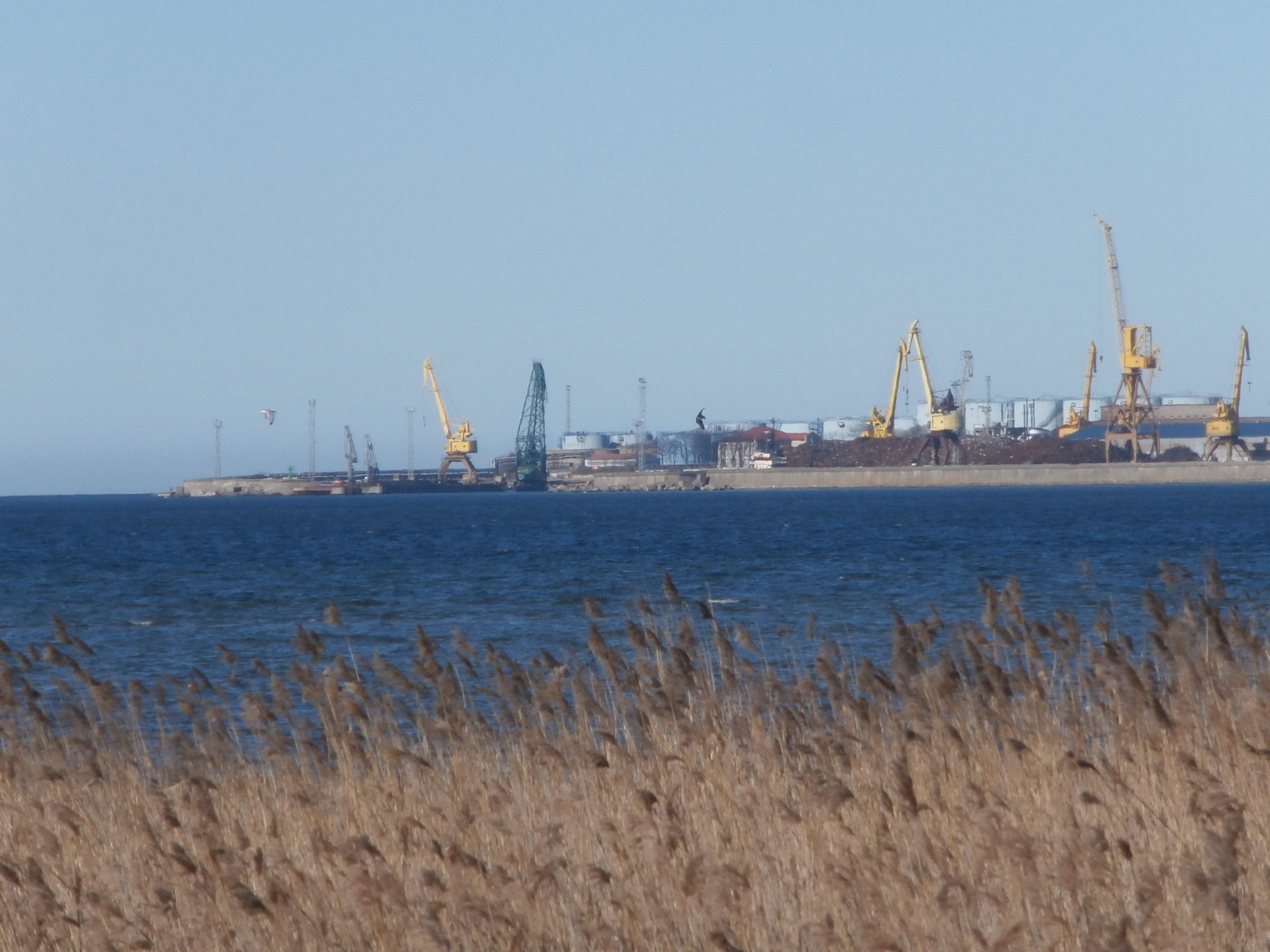

### Gestió de residus i reciclatge
El grup també està actiu en la recollida, processament i venda de ferralla metàl·lica, contribuint a la sostenibilitat i eficiència dels recursos.

### Desenvolupament immobiliari
BLRT Grupp participa en projectes de desenvolupament immobiliari, aprofitant els seus actius i experiència per crear espais industrials i comercials moderns.

## Sostenibilitat i innovació tecnològica
BLRT Grupp ha assumit un compromís ferm amb la sostenibilitat com a part essencial del seu model de negoci. Amb l’objectiu de minimitzar l’impacte ambiental de les seves operacions i adaptar-se als desafiaments del segle XXI, el grup ha integrat estratègies ecològiques en tots els àmbits de la seva activitat industrial.

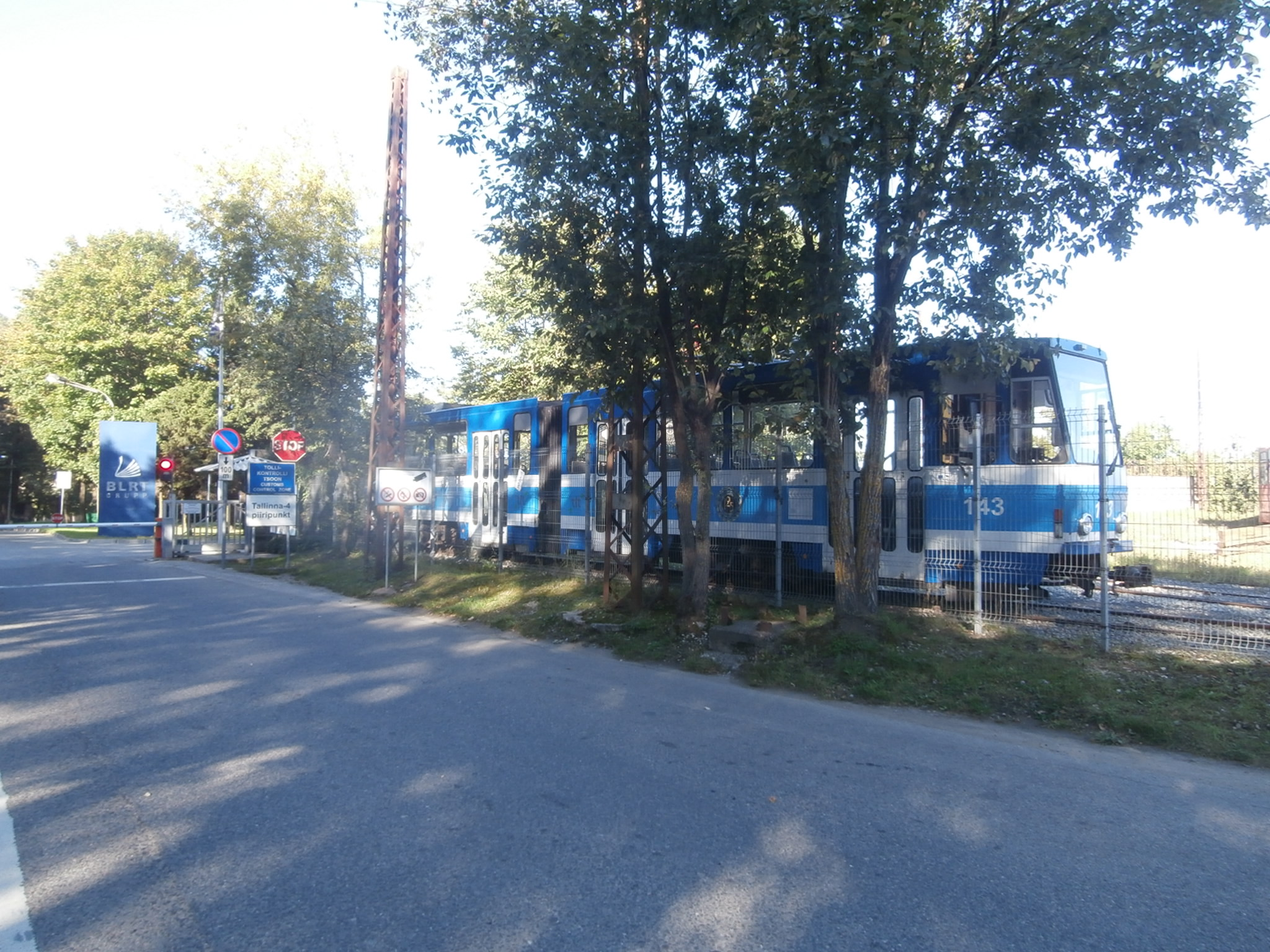

Una de les prioritats en aquest àmbit ha estat la modernització de les seves drassanes i plantes de producció, introduint sistemes d’eficiència energètica, tecnologia per a la reducció d’emissions i processos de gestió de residus més responsables. A tall d’exemple, moltes de les seves instal·lacions utilitzen fonts d’energia renovable, i el grup està treballant per reduir significativament la seva petjada de carboni en la pròxima dècada.
En l’àmbit naval, BLRT Grupp ha liderat diversos projectes de construcció de vaixells amb sistemes híbrids de propulsió, així com embarcacions preparades per a operar amb gas natural liquat (GNL) o amb altres combustibles alternatius més nets. Aquest enfocament innovador posiciona el grup com un referent dins de l’economia verda aplicada al transport marítim, sector en què la descarbonització s’ha convertit en un repte global.
L’empresa també aposta per la digitalització de processos i l’automatització, incorporant tecnologies com la robòtica industrial, el disseny 3D i la fabricació intel·ligent (smart manufacturing). Aquestes innovacions permeten millorar la qualitat dels seus productes, reduir el consum de materials i energia, i oferir solucions més eficients i competitives als seus clients.
Finalment, BLRT Grupp participa activament en programes europeus d’investigació i desenvolupament (R+D), establint aliances amb centres tecnològics i universitats. Aquesta col·laboració impulsa la transferència de coneixement i facilita la creació de noves solucions sostenibles per a la indústria marítima i metal·lúrgica del futur.

## Inversions recents
El 2024, BLRT Grupp va posar en servei un nou dic flotant a la drassana de Tallinn. Amb una capacitat de càrrega de 10.000 tones i unes dimensions de 180 metres de llarg i 30 metres d'ample, aquest dic és el més gran i potent del seu tipus a Estònia. La seva construcció va suposar una inversió significativa i reforça la capacitat del grup per oferir serveis de reparació i manteniment a vaixells de gran tonatge.

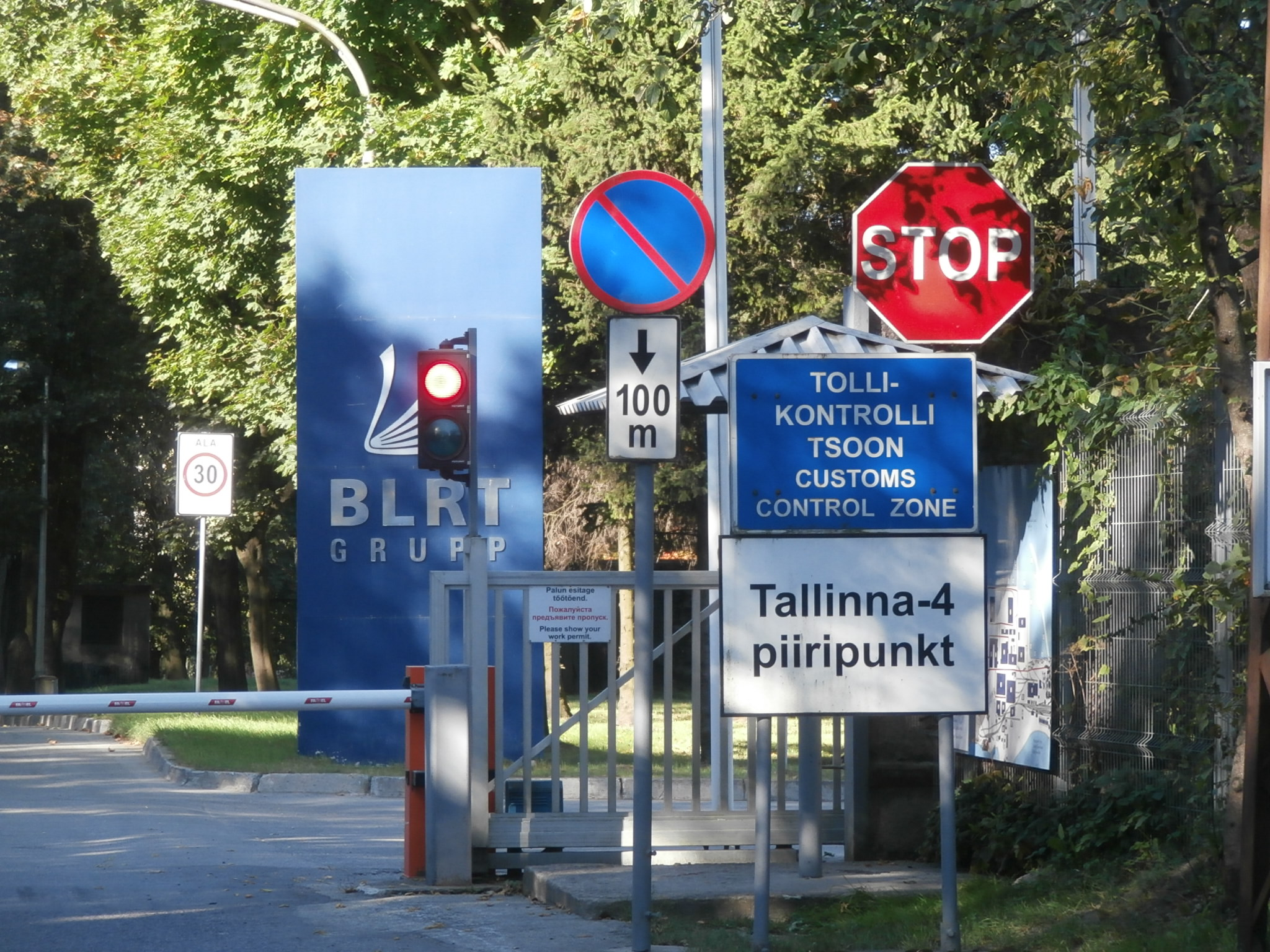

## Compromís amb la comunitat
BLRT Grupp manté un fort compromís amb el desenvolupament social, educatiu i econòmic de les comunitats on opera. Aquest compromís es manifesta a través de múltiples iniciatives que abasten des de la formació tècnica fins al patrocini d’esdeveniments culturals i esportius, passant per col·laboracions amb institucions educatives i projectes de responsabilitat social corporativa.

## Educació i formació professional

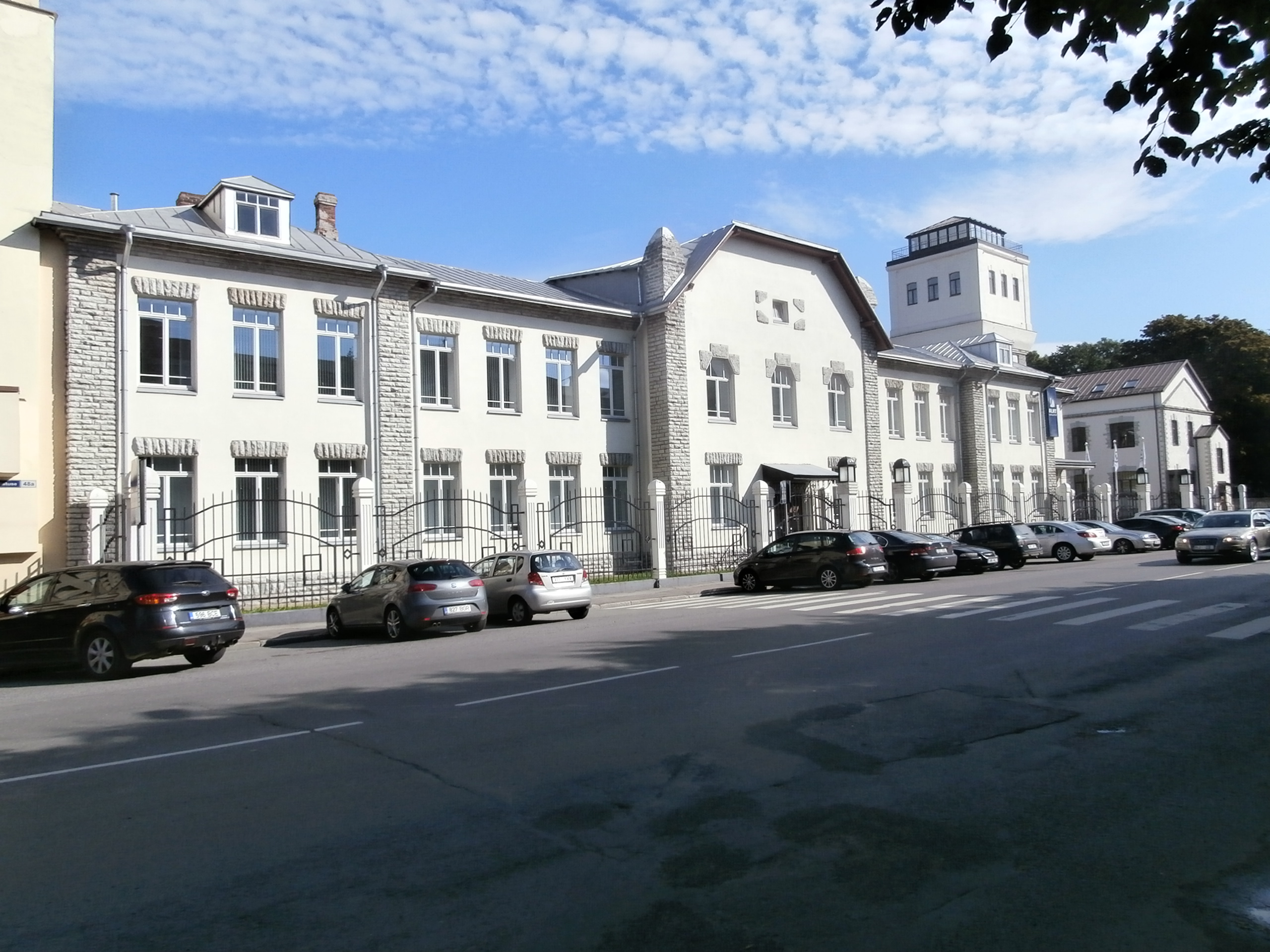

Una de les prioritats estratègiques de BLRT Grupp és el foment de l’educació tècnica i la preparació de les futures generacions de professionals del sector industrial i naval. El grup col·labora estretament amb escoles tècniques, centres de formació professional i universitats de la regió bàltica. A través de convenis i programes de pràctiques, ofereixen als estudiants la possibilitat d’adquirir experiència pràctica en un entorn industrial real, complementant així la seva formació acadèmica.
A més, BLRT Grupp organitza regularment tallers, seminaris i sessions informatives per a joves, amb l’objectiu de despertar vocacions tècniques i mostrar les oportunitats professionals dins del sector de l’enginyeria, la metal·lúrgia i la construcció naval. També ofereix beques i ajuda econòmica a estudiants destacats, especialment aquells que provenen de famílies amb pocs recursos.

## Desenvolupament de l’ocupació local
El grup juga un paper important en l’economia local de diverses ciutats de la regió bàltica, com Tallinn (Estònia), Klaipėda (Lituània) i Turku (Finlàndia). Com a un dels principals ocupadors del sector industrial, BLRT Grup no només genera ocupació directa, sinó també indirecta, a través de la subcontractació de serveis, la compra de materials i la col·laboració amb empreses locals.
La política de recursos humans de l’empresa inclou iniciatives per millorar les condicions laborals, garantir la igualtat d’oportunitats i afavorir la conciliació entre la vida laboral i familiar. A més, s’ofereixen cursos de formació contínua per tal que els treballadors puguin actualitzar els seus coneixements i adaptar-se als nous reptes tecnològics del sector.

## Responsabilitat ambiental i social
A part del seu compromís amb el medi ambient mitjançant la innovació en tecnologies netes, BLRT Grupp també desenvolupa programes de responsabilitat social orientats al benestar de les comunitats locals. Entre les seves iniciatives més destacades hi ha la donació de materials i recursos per a escoles i centres culturals, la participació en campanyes de neteja ambiental i la col·laboració amb entitats no lucratives.
També és habitual que el grup col·labori amb hospitals i institucions de salut locals, ja sigui a través de la donació d’equips, la promoció de campanyes de donació de sang o el suport a iniciatives de salut pública, especialment aquelles relacionades amb la salut laboral.

## Cultura, esport i patrimoni
Conscient de la importància de la cultura com a eix vertebrador de la societat, BLRT Grupp patrocina festivals culturals, concerts, exposicions i altres esdeveniments artístics a la regió. També dona suport a museus navals i iniciatives per preservar el patrimoni marítim del mar Bàltic, contribuint així a la difusió de la història naval de la zona.
En l’àmbit esportiu, el grup patrocina clubs locals, especialment en esports com el futbol, el bàsquet i l’hoquei sobre gel, fomentant l’activitat física i l’esperit de comunitat entre la joventut. Aquestes iniciatives no només promouen la salut i el benestar, sinó que també creen un sentiment de pertinença i orgull local.

## Voluntariat i participació ciutadana
El personal de BLRT Grupp és encoratjat a participar en activitats de voluntariat i projectes comunitaris. L’empresa facilita jornades de voluntariat corporatiu en les quals els treballadors poden dedicar hores laborals a causes socials o ambientals, com la reforestació, la millora d’instal·lacions escolars o l’acompanyament de persones grans. Aquestes accions contribueixen a enfortir els vincles entre l’empresa i la comunitat, i promouen valors com la solidaritat, la responsabilitat i l’empatia.

## Premis i reconeixements
Gràcies al seu compromís continu amb la comunitat, BLRT Grupp ha rebut diversos reconeixements nacionals i internacionals per la seva responsabilitat social i el seu impacte positiu al territori. Entre aquests, destaquen premis per bones pràctiques laborals, sostenibilitat i col·laboració educativa. Aquests guardons reforcen la imatge de BLRT Grupp com una empresa no només rendible, sinó també èticament compromesa amb el seu entorn.
Gràcies al seu compromís continu amb la comunitat, BLRT Grupp ha rebut diversos reconeixements nacionals i internacionals per la seva responsabilitat social i el seu impacte positiu al territori. Entre aquests, destaquen premis per bones pràctiques laborals, sostenibilitat i col·laboració educativa. Aquests guardons reforcen la imatge de BLRT Grupp com una empresa no només rendible, sinó també èticament compromesa amb el seu entorn.

## Influència estratègica a la regió del mar Bàltic
Amb una presència consolidada a Estònia, Lituània, Finlàndia i altres països de la regió del mar Bàltic, BLRT Grupp exerceix un paper estratègic clau tant en l'àmbit econòmic com geopolític. La seva capacitat per oferir serveis integrals en la construcció naval, la reparació de vaixells, la producció metal·lúrgica i les tecnologies energètiques el converteixen en un actor essencial per al desenvolupament industrial del nord d’Europa.
A més de generar ocupació i activitat econòmica, BLRT Grupp contribueix al reforç de les capacitats logístiques i navals de la regió, especialment en un context on l’estabilitat i la cooperació regional són fonamentals. Diverses drassanes del grup han estat utilitzades per a la construcció i manteniment de vaixells de càrrega, ferris, embarcacions d’emergència i fins i tot unitats militars de suport, fet que posa de manifest la seva importància estratègica.
Aquesta rellevància s’ha vist incrementada arran de l’augment de les tensions geopolítiques a l’Europa de l’Est, així com pel creixent interès dels països nòrdics i bàltics per garantir la seva sobirania energètica i logística. En aquest sentit, BLRT Grupp participa en projectes de cooperació internacional i s’alinea amb iniciatives de la Unió Europea destinades a reforçar les infraestructures i les cadenes de subministrament estratègiques.
Gràcies a la seva experiència tècnica, les seves aliances regionals i el seu compromís amb la innovació, el grup no només assegura la seva competitivitat, sinó que esdevé un pilar per a la seguretat, la prosperitat i la integració econòmica dels països del mar Bàltic.